# Cruel Intentions
Cruel Intentions (Juegos sexuales en Hispanoamérica y Crueles intenciones en España) es una película estadounidense del año 1999 dirigida por Roger Kumble basada en la novela Las amistades peligrosas del escritor Choderlos de Laclos. Sarah Michelle Gellar, Reese Witherspoon, Ryan Phillippe y Selma Blair son los protagonistas. Otras adaptaciones de la misma novela son las películas Dangerous Liaisons (Stephen Frears, 1988) y Valmont (Miloš Forman, 1989).

## Argumento
Manhattan, época actual, hacia fines del invierno y comienzo de las clases, en donde estudian los ricos hermanastros Sebastián Valmont (Ryan Phillippe) y Kathryn Merteuil (Sarah Michelle Gellar), pervertidos y vanidosos. Kathryn fue abandonada por su novio, Court Reynolds, quien la dejó por Cecile Caldwell (Selma Blair) a quien su madre, la racista Sra. Caldwell (Christine Baranski), había dejado bajo su cuidado, creyendo en su ejemplaridad como estudiante. Despechada, propone a Sebastian seducir a Cecile, para enviar a Court fotos de ellos juntos. Cecile, entretanto, se empezaba a enamorar de su profesor de música, Ronald Clifford (Sean Patrick Thomas), al cual su madre no miraba con buenos ojos, puesto que era de raza negra. Además, la tímida Cecile no solía tener suerte con los chicos, por lo que acudió a Kathryn, quien le enseñó a besar correctamente, prestándose ella misma.
Por esas fechas, Sebastian le habló a Kathryn de Annette Hargrove (Reese Witherspoon), la hija del nuevo director de la escuela, la cual defendía la abstinencia sexual hasta que la relación sea realmente sincera. Kathryn le negó completamente alguna posibilidad de seducirla y apostaron que si él no lo conseguía, le regalaría su querido Jaguar XK140, pero de ganar, ella le permitiría que tuvieran sexo. Sebastian siempre había deseado a su hermanastra.
Sebastian propuso a su tía albergar en su gran mansión a Annette, lo cual ella aceptó encantada. Cuando la tía los presentó, ellos, ya a solas, comentaron la entrevista. Sebastian no entendía la posición de ella y Annette le dejó bien claro que no será una de sus presas, ya que estaba muy informada acerca de su reputación.
Muy enfadado y en casa de su amigo homosexual Blain (Joshua Jackson), Sebastian trató de explicarse cómo sabía ella sobre su obsesión con las chicas. Blain le preguntó de dónde era ella, por ver si conocía a alguien que la pudiera haber prevenido. Al saber que era de Kansas, dijo que podría haber sido Greg McConnell (Eric Mabius), conocido futbolista y amigo de Annette. Sebastian recordó haberle quitado su novia. Blain le contradijo y le reveló que Greg era homosexual, ya que cada mes se metía en su cuarto y se excusaba diciendo que estaba borracho, además de amenazarlo con golpearlo si le decía a alguien. Mientras Sebastian urdía una venganza, Blain le dijo que Greg iría a verlo esa noche, exactamente a las doce.
Ese día más tarde, Annette escuchó música clásica proveniente de la piscina, y encontró a Sebastian quien le regaló un bolso bastante llamativo con su nombre grabado, y ella lo aceptó, sorprendida. Sebastian la invitó a nadar, y al irse a colocar el traje de baño, ella lo vio accidentalmente desnudo, de espaldas, y desnudo se lanzó a la piscina. Sus intentos de seducción no tuvieron éxito, y ella comentó que ya estaba comprometida con alguien más, pero que este se encontraba de viaje en Europa y que lo echaba de menos. Si acaso podrían tener amistad, pero también lo dudaba.
Ya en casa de su amigo, Sebastián escuchó los gemidos de ambos desde la habitación contigua, y esperó a que diera la medianoche. Al ingresar, retiró la sábana que los cubría. Greg se colocó su ropa interior rápidamente mientras Blain se acostaba tranquilamente. De manera intimidante, Sebastian preguntó a Greg por qué lo había acusado con Annette. Greg lo negó y Sebastian le creyó y le pidió que lo ayudara a investigar quién había sido, no sin advertirle que si no lo hacía iba a revelar por toda la escuela el secreto de su homosexualidad, pudiendo perder su carrera y a su familia.
Greg, durante un paseo por la playa, trató de sacarle la información a Annette. Más tarde, Sebastian recibió una llamada de Greg revelándole que había sido la Sra. Caldwell. Esa misma tarde, en el departamento, Sebastian se encontró con Kathryn y juntos planearon la forma de hacer que la Sra. Caldwell se enterara de un supuesto romance entre Cecile y Ronald, lo cual la iba a enloquecer completamente. Luego de que lo hicieron, la Sra. Caldwell, con una carta de amor en la mano, irrumpió en la clase de violín, despidió a Ronald y mandó a Cecile a su cuarto castigada. Al salir de la casa, Ronald se encontró con los maquiavélicos hermanastros, quienes lo instaron a escribir a Cecile una carta en la cual le dijera todo lo que sentía por ella.
Cuando Kathryn trató de juntar a Sebastian con Cecile, este comenzó a dudar, arguyendo que de todas sus mezquindades, esa sería la peor. Kathryn reveló entonces que su odio se debía al hecho de tener que aparentar ser una niña buena para pertenecer a la clase alta neoyorquina, y a que siempre sería abandonada a causa de "tontuelas inocentes" como Cecile.
Como fuera, Sebastian sedujo a Cecile, haciéndole creer que sería mediador entre ella y Ronald. Al otro día, en la mansión de su tía, Sebastian se mofó de Cecile. La tía de Sebastian les pidió a él y a Anette que fueran voluntarios en un hogar de ancianos, a lo que ella accedió inmediatamente. Para evitar caer en desgracia ante ambas, Sebastian accedió, muy a su pesar.
Cecile le contó a Kathryn lo que pasó entre ella y Sebastian, y ella le aconsejó que siguiera durmiendo con cuantos hombres se cruzara, para tener experiencia con que satisfacer a Ronald. Sebastian, tras un par de pilladas, le confesó a Anette que en realidad no lo pasó bien en el hogar de ancianos, y esta le dijo que eso no lo hacía una mala persona y que debía de tomarse a sí mismo más ligeramente.
Sebastian empezó genuinamente a enamorarse de Anette, pero cuando ella le dijo que no confiaba aún en él, procedió a manipularla, diciéndole que se iría a la ciudad y que él no se asociaba con hipócritas que decían esperar el amor, cuando lo tenían frente a sus narices. Confundida, Anette acabó cediendo, pero Sebastian sintió culpa y no tuvo relaciones con ella. Anette, con el corazón roto, se fue al próximo día a quedarse en la mansión de unos amigos de sus padres, pero Sebastian la encontró y le profesó su amor, mismo que finalmente consumaron.
Kathryn, tras ser encontrada por su hermanastro con Ronald en la cama, se le ofreció a Sebastian, ya que este había ganado la apuesta. Pero teniendo como foco amoroso a Anette, Sebastian la rechazó. Enojada por el rechazo y asustada de estar perdiendo influencia sobre su hermanastro, Kathryn amenazó con revelar su relación a todo el mundo, lo cual destruiría la reputación de ambos. Así, Sebastian rompió con Anette de manera muy cruel. Al volver con Kathryn para reclamar su premio por la apuesta, esta le informó que en realidad había estado jugando con él todo el tiempo, y que sólo quería probar que Sebastian abandonaría a la única persona a la que verdaderamente amó por salvaguardar su reputación.
Desesperado Sebastian intentó recuperar a Anette, pero esta ignoró todos sus intentos. Finalmente este optó por entregarle su diario íntimo, el cual explicaba absolutamente toda la situación, y le rogó que lo perdonara. Kathryn llamó a Ronald diciéndole que Sebastian le había pegado, revelando además la relación sexual que él tuvo con Cecile. Furioso por esto, Ronald se enfrentó a Sebastian en una pelea brutal en medio de la calle. Cuando Anette, quien salió dispuesta a perdonar a Sebastian, se encontró con este panorama, intentó separarlos, pero quedó tendida sobre la avenida, mientras un taxi se dirigía hacia ella a toda velocidad. Sebastian la empujó hacia un costado, recibiendo el golpe. Antes de morir le profesó su amor a Anette y ésta se lo retribuyó.
Al comienzo del año escolar y en el funeral de su hermanastro, Kathryn dio un arrogante discurso sobre cómo intentó salvar a su hermanastro de la perdición. Cuando los alumnos presentes comenzaron a salir abruptamente en medio del discurso, una furiosa Kathryn los siguió afuera de la capilla. Allí se encontró con que todos estaban leyendo una copia del diario de Sebastian (titulado "Crueles Intenciones"), donde por añadidura se mencionaba que Kathryn era adicta a la cocaína, la cual escondía en el crucifijo de su rosario. Cecile le dio una copia a Kathryn antes de marcharse sonriente. Cuando el director de la escuela abrió el crucifijo, vertiendo la cocaína, la reputación impecable de Kathryn quedó destruida.
La película cierra con Anette andando en el lujoso auto de Sebastian, y recordando todos los buenos momentos vividos con él.

## Reparto
- Sarah Michelle Gellar como Kathryn Merteuil
- Reese Witherspoon como Annette Hargrove
- Ryan Phillippe como Sebastian Valmont
- Selma Blair como Cecile Caldwell
- Sean Patrick Thomas como Ronald Clifford
- Louise Fletcher como Helen Rosemond
- Joshua Jackson como Blaine Tuttle
- Eric Mabius como Greg McConnell
- Swoosie Kurtz como la doctora Greenbaum
- Christine Baranski como Bunny Caldwell
- Charlie O'Connell como Court Reynolds
- Hiep Thi Le como Mai-Lee

## Banda sonora
1. The Verve - "Bitter Sweet Symphony (versión álbum)"
2. Placebo - "Every You Every Me (Single Mix)"
3. Fatboy Slim - "Praise You (Radio Editada)"
4. Blur - "Coffee & TV"
5. Day One - "Bedroom Dancing (primera grabación)"[2]
6. Counting Crows - "Colorblind"
7. Kristen Barry - "Ordinary Life"
8. Marcy Playground - "Comin' Up From Behind"
9. Skunk Anansie - "Secretly"
10. Craig Armstrong (con Elizabeth Fraser)- "This Love"
11. Aimee Mann - "You Could Make A Killing"
12. Faithless - "Addictive"
13. Abra Moore - "Trip On Love"
14. Bare, Jr. - "You Blew Me Off"
15. The Cardigans- "Lovefool"
16. Eduard Shearmur - Instrumental Sound

## Premios y nominaciones
| Año  | Ceremonia                       | Categoría                                                        | Resultado  |
| ---- | ------------------------------- | ---------------------------------------------------------------- | ---------- |
| 2000 | Blockbuster Entertainment Award | Actriz Favorita de Reparto, Reese Witherspoon                    | Ganado     |
| 2000 | Golden Slate                    | Mejor Banda Sonora Original                                      | Ganado     |
| 2000 | Golden Slate                    | Mejor Actriz Principal, Sarah Michelle Gellar                    | Nominación |
| 2000 | Golden Slate                    | Mejor Película                                                   | Nominación |
| 2000 | Golden Slate                    | Mejor Banda Sonora de Película                                   | Ganado     |
| 2000 | Golden Slate                    | Mejor Película                                                   | Nominación |
| 2000 | MTV Movie Awards                | Mejor Interpretación Femenina, Sarah Michelle Gellar             | Ganado     |
| 2000 | MTV Movie Awards                | Mejor Actuación Masculina, Ryan Phillippe                        | Nominación |
| 2000 | MTV Movie Awards                | Mejor Villana, Sarah Michelle Gellar                             | Nominación |
| 2000 | MTV Movie Awards                | Mejor Película - Drama                                           | Ganado     |
| 2000 | Teen Choice Awards              | Mejor Actor, Ryan Phillippe                                      | Nominación |
| 2000 | Teen Choice Awards              | Mejor Actriz, Reese Witherspoon                                  | Nominación |
| 2000 | Teen Choice Awards              | Mejor Escena de Amor y Sexo: (Reese Witherspoon, Ryan Phillippe) | Nominación |